# Eusceptis incomptilinea
Eusceptis incomptilinea är en fjärilsart som beskrevs av Todd 1971. Eusceptis incomptilinea ingår i släktet Eusceptis och familjen nattflyn. Inga underarter finns listade i Catalogue of Life.